# Droits LGBT en Indonésie
Les personnes lesbiennes, gays, bisexuelles et transgenres (LGBT) en Indonésie font face à plusieurs discriminations.

## Histoire
Certains responsables militaires ont utilisé une rhétorique relevant de la théorie du complot. Le ministre de la Défense Ryamizard Ryacudu a qualifié les actions du mouvement pour la défense des droits des LGBT en Indonésie de « guerre par procuration » menée par l'Occident pour laver le cerveau des Indonésiens,. Les opposants au mouvement LGBT pointent du doigt ses « financements étrangers », désignant des fonds provenant d'organisations des Nations unies comme ONUSIDA ou de gouvernements et de fondations occidentales.
En novembre 2019, alors que plusieurs ministères indonésiens lancent une grande campagne de recrutement, le ministère de la Justice et des Droits humains, dirigé par Yasonna Laoly, discrimine ouvertement les candidats ayant des « déviations de l’orientation sexuelle », en leur interdisant de postuler.
Le 1er décembre 2023, le doyen de la faculté d’ingénierie de l'université Gadjah Mada interdit toutes mention ou comportement LGBT après des plaintes d’élèves, entraînant une vague de protestions dans le pays, les activistes des droits humains craignant que la circulaire fasse jurisprudence.
Une loi proposant d'interdire les contenus LGBTQ est proposée par le parlement en mai 2024,.

## Droit
Dans la province d'Aceh, où la charia est concrétisée par le Code pénal de 2014, deux homosexuels âgés d'environ 20 ans reçoivent chacun 83 coups de rotin le 23 mai 2017 pour avoir eu des relations sexuelles. Ils avaient été surpris en flagrant délit dans leur lit par une milice intégriste.
En 2018, dans la province de Sumatra occidental, dix femmes ont été arrêtées pour homosexualité, tandis qu'à Bandung, dans la province de Java occidental, deux hommes ont été arrêtés pour avoir administré un groupe Facebook pour couples de même sexe.